# جوان دانيال فيرير
جوان دانيال فيرير (بالبرتغالية: Joan Daniel Ferrer‏) هو ممثل برازيلي، ولد في 20 فبراير 1907 ببرشلونة في إسبانيا، وتوفي في 28 أكتوبر 2008 بريو دي جانيرو في البرازيل بسبب قصور كلوي.

## وصلات خارجية
- جوان دانيال فيرير على موقع IMDb (الإنجليزية)
- جوان دانيال فيرير على موقع قاعدة بيانات الفيلم (الإنجليزية)